# Stratford-Hall-Plantage

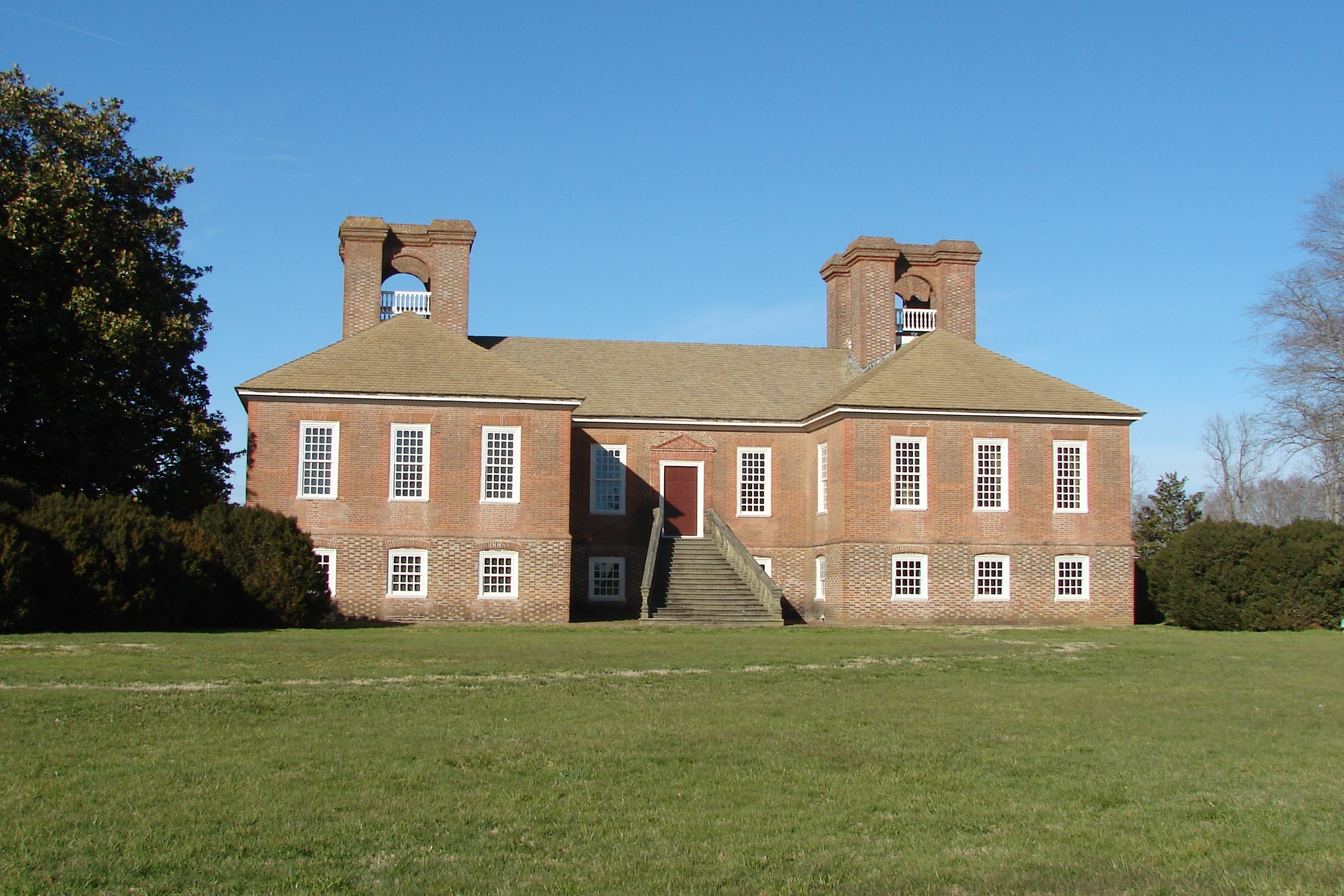
Haupthaus der Stratford-Hall-Plantage (2012)

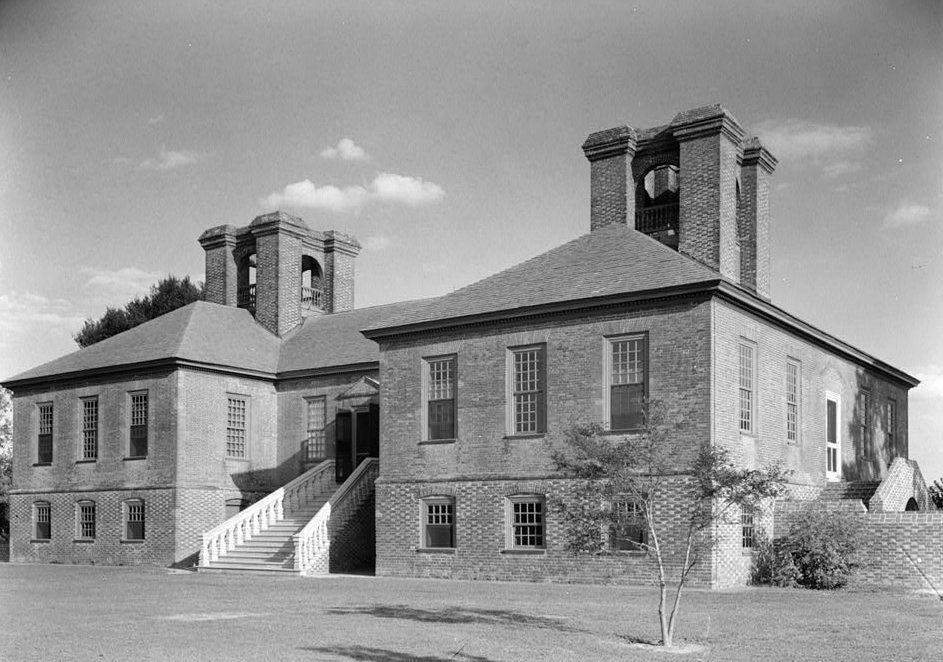
Fassade mit Freitreppe

Die Stratford-Hall-Plantage ist der Geburtsort von Robert E. Lee, dem  Oberbefehlshaber des konföderierten Heeres. Das darauf befindliche georgianische Haupthaus, Stratford Hall, aus Ziegeln gemauert, steht in der Nähe von Montross im Westmoreland County in Virginia in den USA am Ufer des Potomac.
1717 kaufte Thomas Lee das Land, auf dem die riesige Stratford-Hall-Plantage entstehen sollte. Er hatte in Stratford Landing am Potomac eine Anlegestelle und eine Schrotmühle gebaut und baute mit Hilfe von Sklaven auf tausenden von Hektar Tabak und andere Feldfrüchte an. Thomas Lee und seine Frau Hannah bekamen sechs Söhne und zwei Töchter. Zwei der Söhne, Richard Henry Lee und Francis Lightfoot Lee, waren Unterzeichner der Unabhängigkeitserklärung der Vereinigten Staaten und damit die einzigen Brüder, die das Dokument gemeinsam unterzeichneten. Dem ältesten Sohn, Philip Ludwell Lee, wurde als viertes Kind Robert Edward geboren, der letzte Lee, der in Stratford zur Welt kam und das Erwachsenenalter erreichte.
Die Stratford-Hall-Plantage hat seit Oktober 1960 den Status eines National Historic Landmarks und ist eine von 121 historischen Stätten dieser Art in Virginia. Im Oktober 1966 wurde das Gebäude Stratford Hall in das National Register of Historic Places aufgenommen. Sie gehört heute der Robert E. Lee Memorial Association, die Besichtigungen anbietet und ein Besucherzentrum und einen Andenkenladen betreibt.